# Larsen & Toubro
Larsen & Toubro (kurz: L&T) ist eines der führenden Industrie- und Technologieunternehmen Indiens mit Hauptsitz in Mumbai. Gegründet 1938 von den dänischen Ingenieuren Henning Holck-Larsen und Søren Kristian Toubro, entwickelte sich L&T von einem Maschinenimporteur zu einem multinationalen Konzern mit breit gefächertem Portfolio. Das Unternehmen ist im BSE Sensex sowie im DBIX India Index gelistet und beschäftigt heute (Stand März 2025) über 58.000 Mitarbeitende.
L&T ist in zahlreichen Schlüsselbranchen tätig – darunter Hoch- und Tiefbau, Maschinen- und Schiffbau, Energieerzeugung, Militärtechnik, Informationstechnologie, Finanzdienstleistungen und Medizintechnik.

## Geschichte

### Frühe Jahre (1938–1940er Jahre)

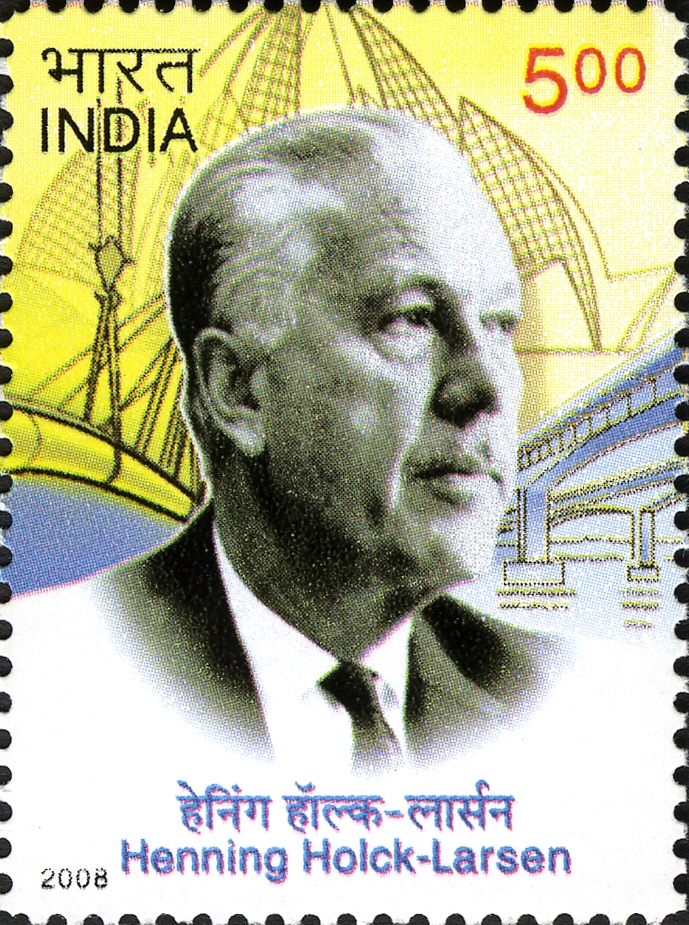
Henning Holck-Larsen

Larsen & Toubro wurde 1938 von den dänischen Ingenieuren Henning Holck-Larsen und Søren Kristian Toubro gegründet. Das Unternehmen konzentrierte sich zunächst auf den Import und Verkauf von Maschinen aus Europa, insbesondere von Molkereitechnik. Mit dem Ausbruch des Zweiten Weltkriegs und den damit verbundenen Importbeschränkungen begann L&T, Molkereiausrüstung in Indien selbst herzustellen. 1944 eröffnete das Unternehmen seine erste Produktionsstätte in Mumbai und vollzog damit den Übergang vom Handel zur Fertigung. Im Jahr 1950 wurde L&T in eine Aktiengesellschaft umgewandelt.

### Wachstum und Diversifikation (1950er–1980er Jahre)
Nach der Unabhängigkeit Indiens nutzte L&T den wachsenden Bedarf an modernen Fabriken, Verkehrswegen sowie Energieversorgung und sicherte sich bedeutende Aufträge. Das Unternehmen expandierte in den Bereich des Schwermaschinenbaus und spielte eine Schlüsselrolle bei der Belieferung großer Bauvorhaben. Es entstanden mehrere Produktionsstätten, darunter ein Werk in Powai (Stadtteil von Mumbai). L&T erweiterte seine Geschäftstätigkeit auf den Bau von Kraftwerken, Brücken und Fertigungsanlagen. Zudem begann das Unternehmen mit der Herstellung von Schlüsselkomponenten für Indiens Nuklear- und Raumfahrtprogramme.

### Moderne Ära (seit den 1990er Jahren)

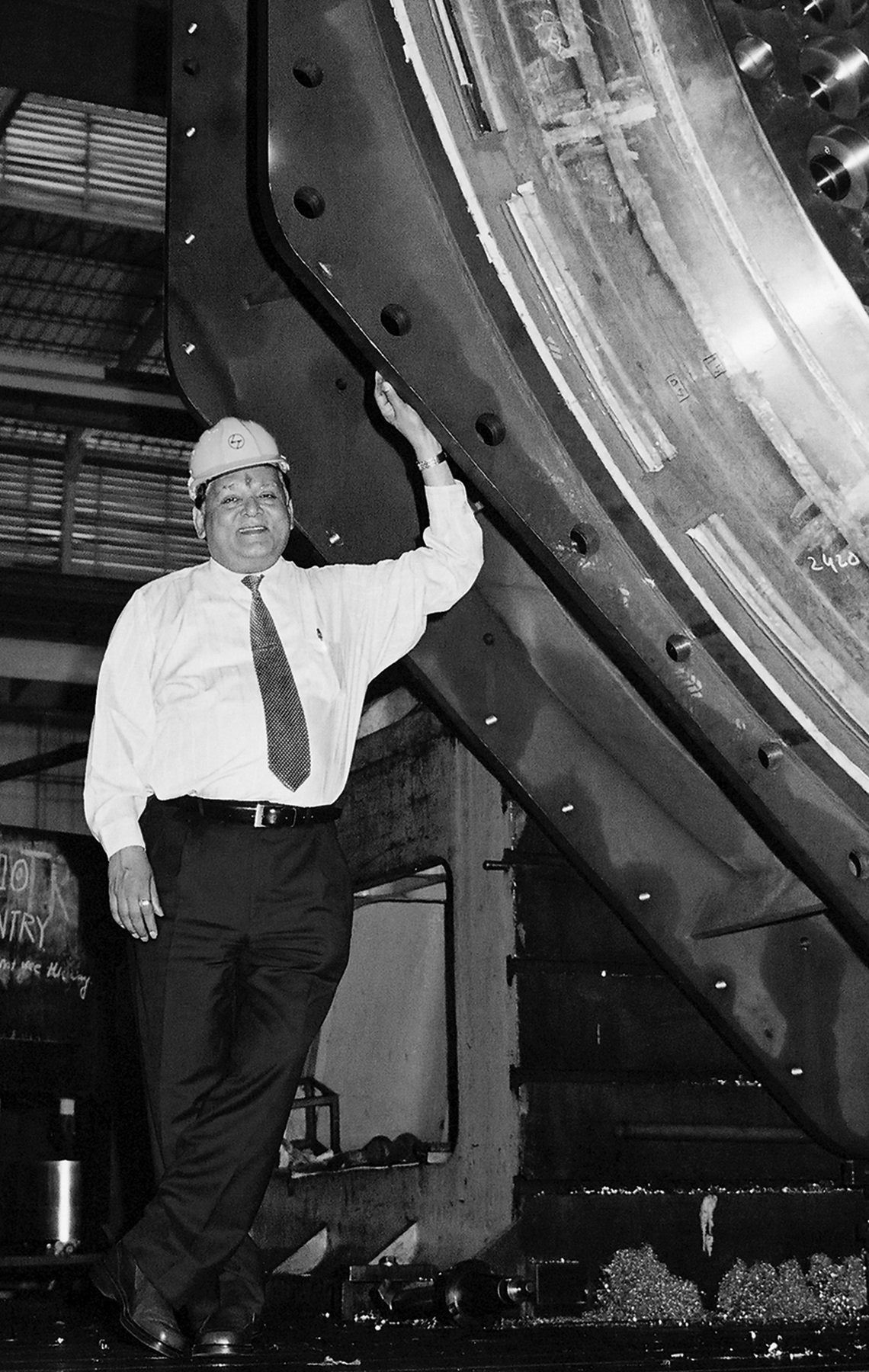
2023 wechselte A. M. Naik in die Position des Ehrenvorsitzenden.

Seit Beginn der 1990er Jahre vollzog Larsen & Toubro einen tiefgreifenden Wandel von einem national geprägten Industriekonzern hin zu einem international agierenden Unternehmen. Im Zuge dieser Globalisierung weitete L&T seine Geschäftstätigkeiten auf den Nahen Osten, Afrika und den asiatisch-pazifischen Raum aus. Mit der Gründung von L&T Technology Services (LTTS) etablierte das Unternehmen eine eigenständige Einheit für technologische Dienstleistungen. Und die 2005 gegründete Tochtergesellschaft L&T Hydrocarbon Engineering bietet spezialisierte EPC-Dienstleistungen für die Öl- und Gasbranche.
L&T baute auch sein Engagement im Maschinenbau durch strategische Partnerschaften weiter aus: 1997 entstand ein Joint Venture mit John Deere zur Produktion von Traktoren in Indien. Im Jahr 2005 verkaufte L&T seine Anteile jedoch an John Deere. 1999 hatte L&T ein weiteres Joint Venture mit Case zur Fertigung von Baumaschinen in Indien ins Leben gerufen.
Mittlerweile ist L&T in zahlreichen Schlüsselbranchen tätig – darunter Ingenieurwesen, Bauwesen, Informationstechnologie und Finanzdienstleistungen. Zu den bedeutendsten Projekten zählen die Mumbai Metro, das Terminal 3 des Indira Gandhi International Airport in Delhi und weitere Infrastrukturvorhaben im gesamten Land. Das Unternehmen wurde in jüngerer Zeit für seine fortschrittlichen Risikomanagementstrategien ausgezeichnet und engagiert sich verstärkt in den Bereichen Erneuerbare Energien und Digitalisierung.
Ein vielbeachtetes Prestigeprojekt gewann L&T im Jahr 2014 mit dem Auftrag zur Errichtung und Wartung der Statue der Einheit im Bundesstaat Gujarat – heute eine der höchsten Statuen weltweit. Und im Jahr 2021 erhielt das Unternehmen den Zuschlag für das Sudair Solar PV-Projekt – die bis dahin größte geplante Solaranlage Saudi-Arabiens.

## Leitung und Geschäftsbereiche

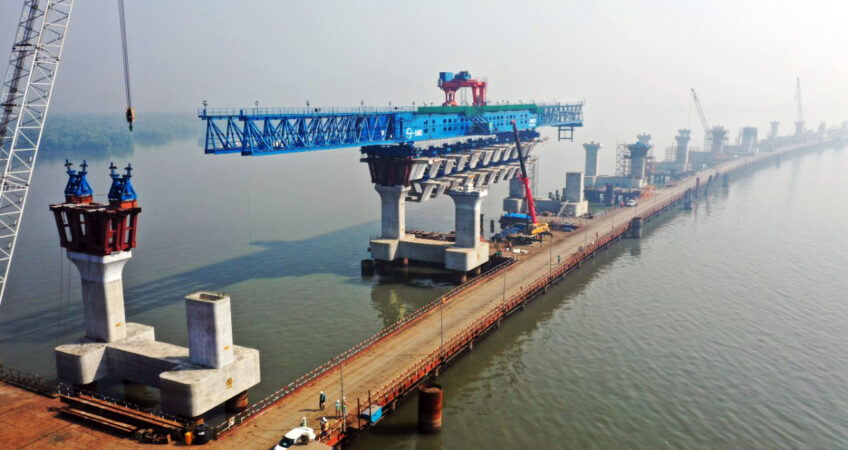
Die Planung und Durchführung von Hoch- und Tiefbauprojekten ist der bedeutendste Geschäftsbereich von L&T.

Seit dem 1. Oktober 2023 wird das Unternehmen von S. N. Subrahmanyan geleitet, der sowohl die Funktion des Vorstandsvorsitzenden als auch des Hauptgeschäftsführers innehat. Sein Vorgänger A. M. Naik wechselte in die Position des Ehrenvorsitzenden.
Der Konzern ist in verschiedene Geschäftsbereiche gegliedert. Der bedeutendste Bereich ist der Hoch- und Tiefbau. Dazu gehören der Bau von Flughäfen, Fabrikanlagen, Rechenzentren, Krankenhäusern und Wohnbauten. Ebenso errichtet das Unternehmen Anlagen zur Wasseraufbereitung, Wasserversorgung und Abwasserentsorgung sowie Infrastrukturen zur Energieübertragung. L&T ist zudem am Bau technischer Großprojekte wie U-Bahnen, Tunneln, Häfen und Wasserkraftwerken beteiligt. Auch der Ausbau von Verkehrswegen wie Straßen, Brücken und Eisenbahnstrecken sowie die Errichtung von Industrieanlagen zur Verarbeitung von Metallen und Rohstoffen zählen zu diesem Bereich.
Ein weiterer Bereich ist die Errichtung und der Betrieb von Energieanlagen. Hierzu gehören Kohle-, Gas- und Kernkraftwerke sowie Anlagen zur Emissionsminderung. Darüber hinaus entwickelt und baut das Unternehmen Raffinerien, petrochemische Werke und Offshore-Förderanlagen. Im Bereich erneuerbarer Energien konzentriert sich L&T auf die Errichtung von Wasserstoffproduktionsanlagen sowie auf Technologien zur Kohlenstoffabscheidung und Energiespeicherung.
Im Bereich der industriellen Fertigung ist L&T auf die Herstellung von Maschinen für die Bau- und Bergbauindustrie spezialisiert. Außerdem produziert das Unternehmen Waffensysteme, Raketen sowie Schiffe und U-Boote für militärische Anwendungen. Weitere Tätigkeiten umfassen die Herstellung komplexer Anlagen für die Kerntechnik, die Öl- und Gasindustrie sowie die chemische Industrie. Industrielle Ventile für Anwendungen in der Energie-, Wasser- und Prozessindustrie werden ebenfalls gefertigt.
Zusätzlich bietet das Unternehmen Ingenieur- und Technologiedienstleistungen für Branchen wie die Automobil-, Medizin- und Elektronikindustrie an. Darüber hinaus betreut L&T Kunden im Bereich der Informationstechnologie und vergibt Kredite für Infrastruktur- und Wohnbauprojekte sowie für die Landwirtschaft. Im Immobiliensektor entwickelt das Unternehmen Projekte im Bereich Wohn-, Büro- und Einzelhandelsimmobilien.

## Standorte

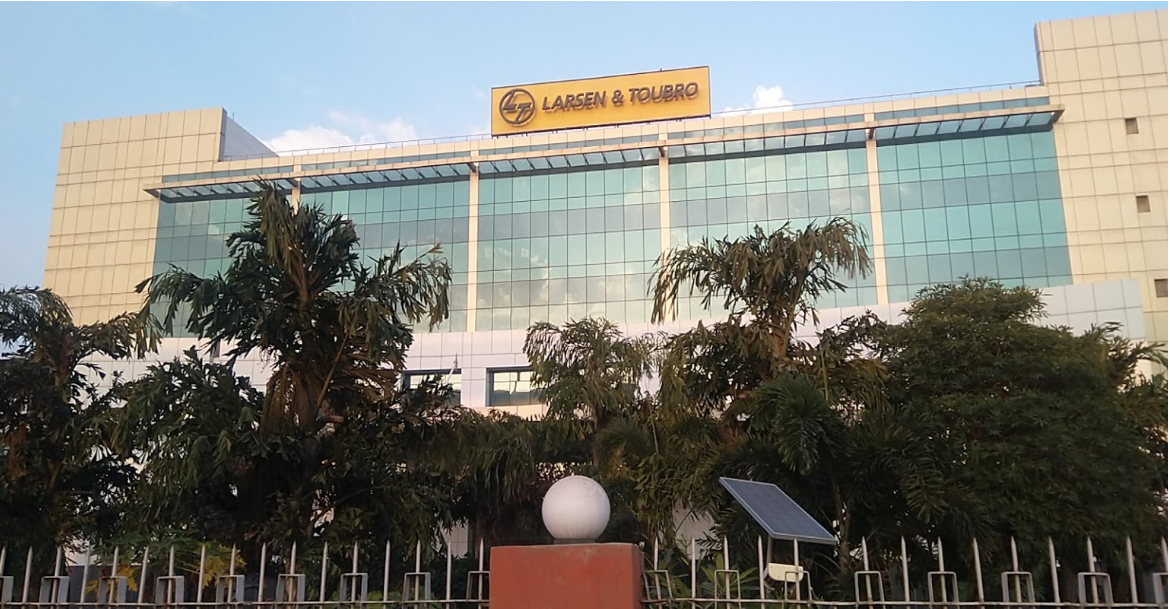
Bürogebäude in Faridabad im Norden Indiens

Larsen & Toubro hat seinen Hauptsitz in Mumbai und konzentriert den überwiegenden Teil seiner Produktionsstätten und Bürostandorte auch auf Indien. Außerhalb Indiens betreibt das Unternehmen lediglich eine eigene Fertigungsstätte in den Vereinigten Staaten. Dort hat L&T auch mehrere Bürostandorte. Besonders stark engagiert sich das Unternehmen im Nahen Osten, insbesondere in Saudi-Arabien und im Oman, wo mehrere Tochtergesellschaften, Niederlassungen und Bauprojekte bestehen.
In Europa unterhält L&T ebenfalls verschiedene Bürostandorte, während sich die Aktivitäten in Afrika vor allem auf Projekte entlang der Ostküste konzentrieren. In Südostasien, insbesondere in Bangladesch, ist das Unternehmen mit zahlreichen Bauvorhaben präsent. Weitere Niederlassungen bestehen in Ländern wie China, Japan und Australien.